# François Hesnault

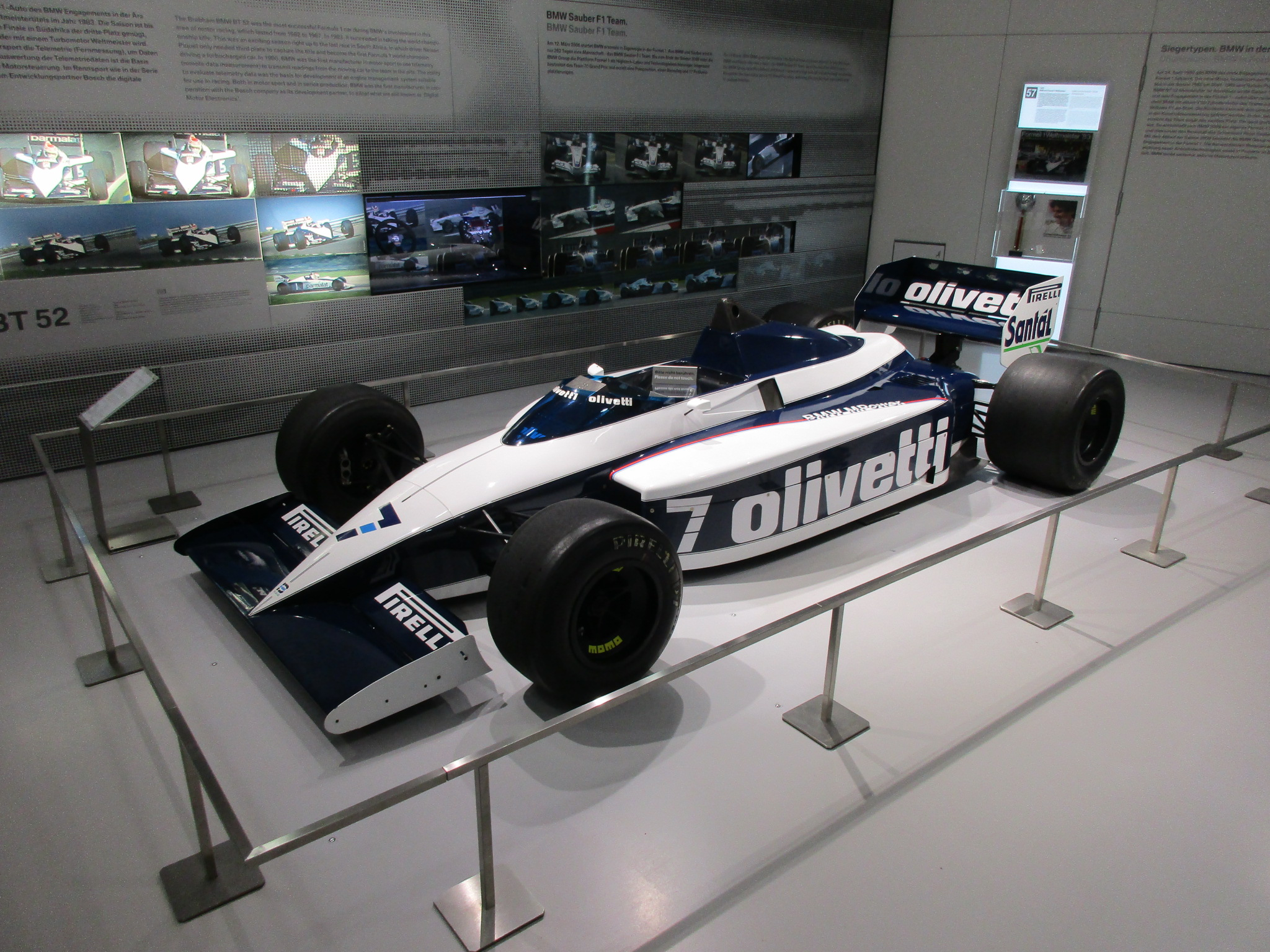
Brabham BMW BT54 Turbo 1985, del Museu BMW de Munic (pilots Nelson Piquet, François Hesnault, Marc Surer) victoriós amb Piquet al Gran Premi de França de 1985 al Circuit Paul Ricard du Castellet

 Francois Hesnault  va ser un pilot de curses automobilístiques francès que va arribar a disputar curses de Fórmula 1.
Va néixer el 30 de desembre del 1956 a Neuilly-sur-Seine, França.

## A la F1
Francois Hesnault va debutar a la primera cursa de la temporada 1984 (la 35a temporada de la història) del campionat del món de la Fórmula 1, disputant el 25 de març del 1984 el G.P. de Brasil al circuit de Jacarepaguà.
Va participar en un total de vint-i-una curses puntuables pel campionat de la F1, disputades en dues temporades consecutives (1984 - 1985), aconseguint una setena posició com millor classificació en una cursa i no assolí cap punt pel campionat del món de pilots.

## Resultats a la Fórmula 1
| Any  | Equip                     | Xassís  | Motor   | 1       | 2       | 3       | 4       | 5       | 6       | 7       | 8         | 9       | 10      | 11    | 12    | 13      | 14      | 15     | 16      | Posició | Punts |
| ---- | ------------------------- | ------- | ------- | ------- | ------- | ------- | ------- | ------- | ------- | ------- | --------- | ------- | ------- | ----- | ----- | ------- | ------- | ------ | ------- | ------- | ----- |
| 1984 | Ligier Loto               | Ligier  | Renault | BRA Ret | RSA 10  | BEL Ret | SMR Ret | FRA NVS | MON Ret | CAN Ret | E.USA Ret | DAL Ret | GBR Ret | ALE 8 | AUT 8 | \|HOL 7 | ITA Ret | EUR 10 | POR Ret | -       | 0     |
| 1985 | Motor Racing Developments | Brabham | BMW     | BRA Ret | POR Ret | SMR Ret | MON NVQ | CAN     | E.USA   | FRA     | GBR       |         |         |       |       |         |         |        |         | -       | 0     |
| 1985 | Equipe Renault Elf        | Renault | Renault |         |         |         |         |         |         |         |           | ALE Ret | AUT     | HOL   | ITA   | BEL     | EUR     | RSA    | AUS     | -       | 0     |

### Resum
| Curses: | Victòries: | Pòdiums: | Poles: | Voltes ràpides: | Punts: |
| ------- | ---------- | -------- | ------ | --------------- | ------ |
| 21 (19) | 0          | 0        | 0      | 0               | 0      |